# Richard Schumann
Richard Schumann (5 juni 1882 – Tübingen, 8 januari 1973) was een Duits componist, dirigent, violist en trombonist.

## Levensloop
Schumann werd in 1901 als violist en trombonist opgenomen in de Militaire muziekkapel van het Württembergische Infanterie-Regiment Nr. 126 te Straatsburg. Van 1910 tot 1913 studeerde hij aan de Hoge School voor muziek te Berlijn en behaalde aldaar zijn diploma als Musikmeister. 
Een jaar later werd hij dirigent van de Militaire muziekkapel van het Pionier-Bataljon Nr. 13 te Ulm. Na de Eerste Wereldoorlog werd hij in 1921 dirigent van de Musikverein "Helvetia" in Rüti-Tann. Eveneens werd hij dirigent van de Harmonie Turbenthal. In 1927 kwam hij naar Duitsland terug en werd dirigent van een militair muziekkorps in Donaueschingen. Van 1929 tot 1945 was hij dirigent van de Militaire muziekkapel van het Infanterie-Regiment Nr. 35 te Tübingen. Naast de militaire kapellen was hij ook voor de amateuristische muziekbeoefening werkzaam, bijvoorbeeld als adviseur van de Blaasmuziek-federaties in Zuid-Duitsland. 
Als componist schreef hij vooral marsen en lichte muziek voor harmonieorkest.

## Composities

### Werken voor harmonieorkest
- Treue Kameradschaft
- Schweizer Gruß
- Im gleichen Schritt
- Pionier-Marsch